# Kurt Goerttler

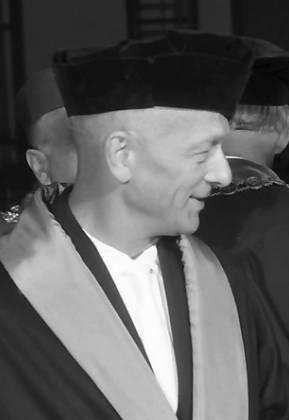
Kurt Goerttler (1957)

Kurt Goerttler (* 17. Mai 1898 in Sondershausen; † 16. April 1983 in Freiburg im Breisgau) war ein deutscher Anatom und Hochschullehrer.

## Leben
Kurt Goerttler war der Sohn des Vermessungsrates Paul Goerttler (1864–1929) und dessen Ehefrau Nikoline geb. Grilck (1871–1964). Sein älterer Bruder war der Veterinär Victor Goerttler (1897–1982). Von 1915 bis 1918 nahm er am Ersten Weltkrieg teil. Nach Kriegsende schloss er sich dem Freikorps Epp an. Er absolvierte ab 1919 ein Medizinstudium an den Universitäten Marburg, Würzburg, Freiburg im Breisgau und Hamburg, das er mit Staatsexamen 1922 abschloss. Er wurde 1923 in Hamburg zum Dr. med. promoviert und approbiert. Danach war er als Assistent an den Anatomischen Instituten der Universitäten Würzburg und München beschäftigt. Er habilitierte sich 1926 in München. 1932 wurde er außerplanmäßiger Professor an der Universität Kiel, wo er seit 1927 zweiter Prosektor gewesen war. Im Oktober 1932 ging er an die Universität Zürich, wo er erster Prosektor und ordentlicher Professor wurde. Er trat zum 1. Juli 1933 der NSDAP bei (Mitgliedsnummer 1.792.398). Mitte März 1934 wurde er als Ordinarius an die Universität Hamburg berufen und wechselte zu November 1935 an die Universität Heidelberg, wo er jeweils als Direktor auch dem Anatomischen Institut vorstand. In den 1930er Jahren lehnte er Rufe an die Universitäten Bern, Zürich und Hamburg ab. Kurz vor Beginn des Zweiten Weltkrieges wurde er zur Wehrmacht eingezogen und leistete bis September Kriegsdienst als Stabsarzt.
Nach Kriegsende wurde Goerttler durch die amerikanische Militäradministration vom Hochschuldienst in Heidelberg suspendiert. Im Mai 1947 wurde er nach einem Spruchkammerverfahren als Mitläufer entnazifiziert. Er folgte 1948 dem Ruf an die Albert-Ludwigs-Universität Freiburg. An letzterer war er 1950/51, 1956/57 und 1957/58 auch Dekan. Goerttler wurde im Jahr 1964 zum Mitglied der Leopoldina gewählt. Seit 1937 war er korrespondierendes und seit 1965 ordentliches Mitglied der Heidelberger Akademie der Wissenschaften. Er wurde 1965 emeritiert.
Söhne sind der Pathologe Klaus Goerttler (1925–2011) und Ulf Goerttler (1938–2023), Radiologe in Singen am Hohentwiel und apl. Professor an der Universität Freiburg.

## Werk
Goerttler war ab 1948 an der Herausgabe des von Alfred Benninghoff begründeten Lehrbuchs der Anatomie beteiligt. Zudem gab er das von Philipp Stöhr begründete und von Wilhelm von Möllendorf fortgeführte Lehrbuch der Histologie/mikroskopischen Anatomie in der 27. Auflage bis zur 30. Auflage (1955–1969) heraus.

## Ausgewählte Schriften
- Über das Vorkommen von viruliziden Stoffen im Serum Revakzinierter. Dissertation, Hamburg 1923.
- Die organische Gliederung und Lehre vom Zellenstaat im Lichte anatomischer Forschungsergebnisse. Ein biologischer Beitrag zum Staatsbegriff. Geist, Bremen 1936.
- Die Differenzierungsbreite tierischer Gewebe im Lichte neuer experimenteller Untersuchungen. Heidelberg, 1939.
- Der Bau des Muscularis mucosae des Magens. Heidelberg, 1939.
- Entwicklungsgeschichte des Menschen. Ein Grundriss. Springer, Berlin 1950.
- Lehrbuch der Histologie und der mikroskopischen Anatomie des Menschen. Fischer VEB, Jena 30. Auflage 1969.
- Der unbegrenzte Horizont: Essay über Lesen, Bildung, Wissenschaft. Studienreihe Boehringer, Freiburg im Breisgau 1971.
- Morphologische Sonderstellung des Menschen im Reich der Lebensformen auf der Erde. In: Hans-Georg Gadamer, Paul Vogler (Hrsg.): Neue Anthropologie. Band 2: Biologische Anthropologie, Teil 2. dtv, München 1972. S. 215–257.
- Stimme und Sprache. Heidelberger Akademie der Wissenschaften. Springer, Berlin / Heidelberg 1972.
- Lehrbuch der Anatomie des Menschen: makroskopische und mikroskopische Anatomie unter funktionellen Gesichtspunkten. Fortgeführt von Helmut Ferner und Jochen Staubesand. Urban und Schwarzenberg, 13. Auflage München 1980.